# Мело, Тай
Тайнара Мело Гевара (порт. Taynara Melo Guevara, в девичестве де Карвалью (порт. de Carvalho), род. 9 июня 1995, Рио-де-Жанейро) — бразильский рестлер и дзюдоистка. В настоящее время выступает в All Elite Wrestling под именем Тай Ме́ло.
Ранее, с 2017 по 2020 год, выступала в WWE на бренде NXT под именем Тайна́ра Ко́нти.

## Ранняя жизнь
Де Кравальо имеет чёрный пояс по дзюдо и синий пояс по бразильскому джиу-джитсу и участвовала на соревнованиях за олимпийскую сборную Бразилии на летних Олимпийских играх 2016 года до вступления в WWE.
Де Кравальо начинала свой путь в спортивной гимнастике в КР Васко да Гама, но вскоре перешла в боевые искусства. Сначала Конти выступала за команду «Brasil vale ouro» (Бразилия стоит золота), а позже перешла в «Instituto Reação», принадлежащий дзюдоисту Флавио Канто. Конти была чемпионкой региона и четырёхкратным чемпионом штата. Кроме того, она была четырёхкратной бразильянкой, занявшей второе место. Она присоединилась к бразильской команде и участвовала в европейских турнирах в Португалии и Германии.

## Карьера в рестлинге

### WWE (2016—2020)
В октябре 2016 года было анонсировано что Де Карвалью, подписала контракт с WWE об этом сообщил подготовительный центр WWE. Дебютировала в рестлинге на WrestleMania Axxess в Орландо, штат Флорида, 1 апреля 2017 года, соревнуясь с Сарой Бриджес но проиграла. Начиная с лета 2017 года, она начала регулярно выступать на хаус-шоу и получила имя Тайнара Конти. Конти также принимала участие в первом турнире Mae Young Classic, однако она была выбита в первом раунде Лэйси Эванс и не смогла продвинуться дальше в турнире.

#### NXT (2017—2020)
В своем телевизионном дебюте Конти появилась на эпизоде NXT 11 октября, когда она вмешалась в матч с тройной угрозой между Никки Кросс, Пейтон Ройс и Лив Морган от имени Неоспоримой ЭРЫ (Адам Коул, Бобби Фиш и Кайл О’Рейли), помешав Кросс выиграть матч. Это привело к одиночному матчу между ними, который состоялся на эпизоде NXT 1 ноября, где Конти была побеждена Кросс в своем первом телевизионном одиночном матче. 8 апреля 2018 года Конти дебютировала на WrestleMania 34, соревнуясь вместе с несколькими другими женщинами NXT в Королевской Битве WrestleMania Women’s Battle Royal, став первой женщиной-бразильянкой, участвовавшей на WrestleMania. В июле (транслировалось на записях с задержкой в сентябре и октябре) Конти квалифицировалась на турнир Mae Young Classic 2018 года после того, как она победила Ванессу Борн. она победила Джесси Элабан в первом раунде, но была устранена Лейси Лейн во втором раунде турнира.
17 апреля 2020 года Конти была одной из многих спорных освобождений WWE в рамках сокращения бюджета, вызванного пандемией коронавируса 2019-20 годов.

### All Elite Wrestling (2020—н.в.)
Конти была объявлена участницей турнира AEW Women’s Tag Team Cup в паре с Анной Джей.

## Личная жизнь
С октября 2016 года Мело проживает в Орландо, Флорида, США.
В 2017 году Мело вышла замуж за дзюдоиста Хорхе Конти; однако в ноябре 2021 года Мела подтвердила в Instagram, что они расстались «на долгое время». С января 2022 года Мело состоит в отношениях с коллегой по AEW рестлером Сэмми Геварой. В августе 2022 года Гевара и Конти провели свадебную церемонию

## Титулы и достижения
- Lucha Libre AAA Worldwide
  - Смешанный командный чемпион ААА (1 раз) — с Сэмми Геварой
- Pro Wrestling Illustrated
  - PWI ставит её под № 49 из 100 женщин рестлеров в 2021 году[18]
- Wrestling Observer Newsletter
  - Самый прибавивший рестлер года (2021)